# Partido Conservador Cristiano
Die christlich-konservative Partei Chiles ist eine christlich-fundamentalistische Partei in Chile.

## Geschichte
Der Partido Conservado hat seine Wurzeln in einem 2001 von Pastor Héctor Muñoz gegründeten, teils militant auftretendem Studentenverband namens Águilas de Jesús, einer christlich-fundamentalistischen Studentenvereinigung an der Universidad de Concepción. Zunächst als Teil der konservativen Renovación Nacional, wurde im Januar 2020 schließlich eine eigenständige politische Partei gegründet, deren politische Standpunkte sich an Brasiliens Jair Bolsonaro orientieren.
Bei den Präsidentschaftswahlen 2021 tat man sich mit dem rechtslibertären Partido Republicano zusammen und unterstützte den Kandidaten José Antonio Kast.

## Hintergrund und Ideologie
In ganz Lateinamerika gewinnen seit den späten 1970er Jahren evangelikale und fundamentalistische Freikirchen zulasten der römisch-katholischen Kirche an Anhänger in der Bevölkerung. Seitdem versuchen diese Denominationen ihren gesellschaftlichen und politischen Einfluss zu mehren, in dem sie ihre Pastoren über die Wahllisten von politischen Parteien in die Parlamente zu schicken. Ideologisch orientieren sich diese Pastorenparteien an den Vorbildern der US-amerikanischen Christian Right, sind in gesellschaftspolitischen Fragen wie dem Abtreibungsrecht und der Ablehnung von Homosexualität aber in der Regel noch restriktiver.
Der PCC pflegt enge Verbindungen zu evangelikalen Freikirchen Chiles, insbesondere zu jenen der Pfingstbewegung. Cristián Valdivieso merkt an, dass von den Katholiken, den Säkularen und den Evangelikalen, denen (allerdings einschließlich Anglikaner und Lutheraner – mi Spanischen werden evangelikal und evangelisch synonym als evangélico bezeichnet) etwa 18 % der Chilenen angehören, die letztere Gruppe die meisten Werte mit dem Präsidentschaftskandidaten Kast teilt. Pastor Pablo Vidal äußert jedoch, dass die chilenischen Evangelikalen nicht mit dem rechten Programm Kasts gleichzusetzen seien, sondern dieser die Weltanschauung der Evangelikalen benutze, um sich bei diesen Leuten einzuschmeicheln und sie dazu zu bringen, für seine Kandidaten zu stimmen.